# Кучеренко Андрій Аркадійович
Андрі́й Арка́дійович Кучере́нко (нар. 4 лютого 1963, Івано-Франківськ) — генерал-лейтенант (з 2011) Державної прикордонної служби України, начальник Східного регіонального управління.

## Життєпис
1985 року закінчив Хмельницьке вище артилерійське училище імені маршала артилерії М. Д. Яковлєва, 1997 — Військову академію Прикордонних військ України.
1985—1986 роки — командир взводу реактивної артилерійської батареї ЦГВ.
1986—1993 роки — служив на посадах в Хмельницькому вищому артилерійському командному училищі (командир І-ї навчальної батареї І-го артилерійського дивізіону).
1993—1998 роки — служив на посадах в Інституті прикордонних військ України.
1998—2002 — на посадах комендантів прикордонних комендатур Південного напряму ДПСУ.
В 2002—2003 роках — на посадах керівника прикордонних загонів Азово-Чорноморського та Західного управлінь.
Протягом 2003—2007 років — перший заступник начальника управління — начальник штабу Західного регіонального управління, у 2007—2009-х — на цій же посаді в Південному управлінні.
2009 — жовтень 2011 — начальник Північного регіонального управління.
З 25 жовтня 2011 року по вересень 2014 — начальник Східного регіонального управління.
Одружений, родина виховує двох дітей. Нагороджений 8 медалями.
Кандидат педагогічних наук —
- «Педагогічні основи вдосконалення професійної підготовки прикордонників в умовах службової діяльності», 2005,
- «Урахування індивідуально-психологічних властивостей офіцерів-прикордонників під час формування в них якостей політичного лідера».

14 серпня 2014 року — за особисту мужність і героїзм, виявлені у захисті державного суверенітету та територіальної цілісності України, вірність військовій присязі під час російсько-української війни, відзначений — нагороджений орденом Богдана Хмельницького II ступеня.